# Shotacon

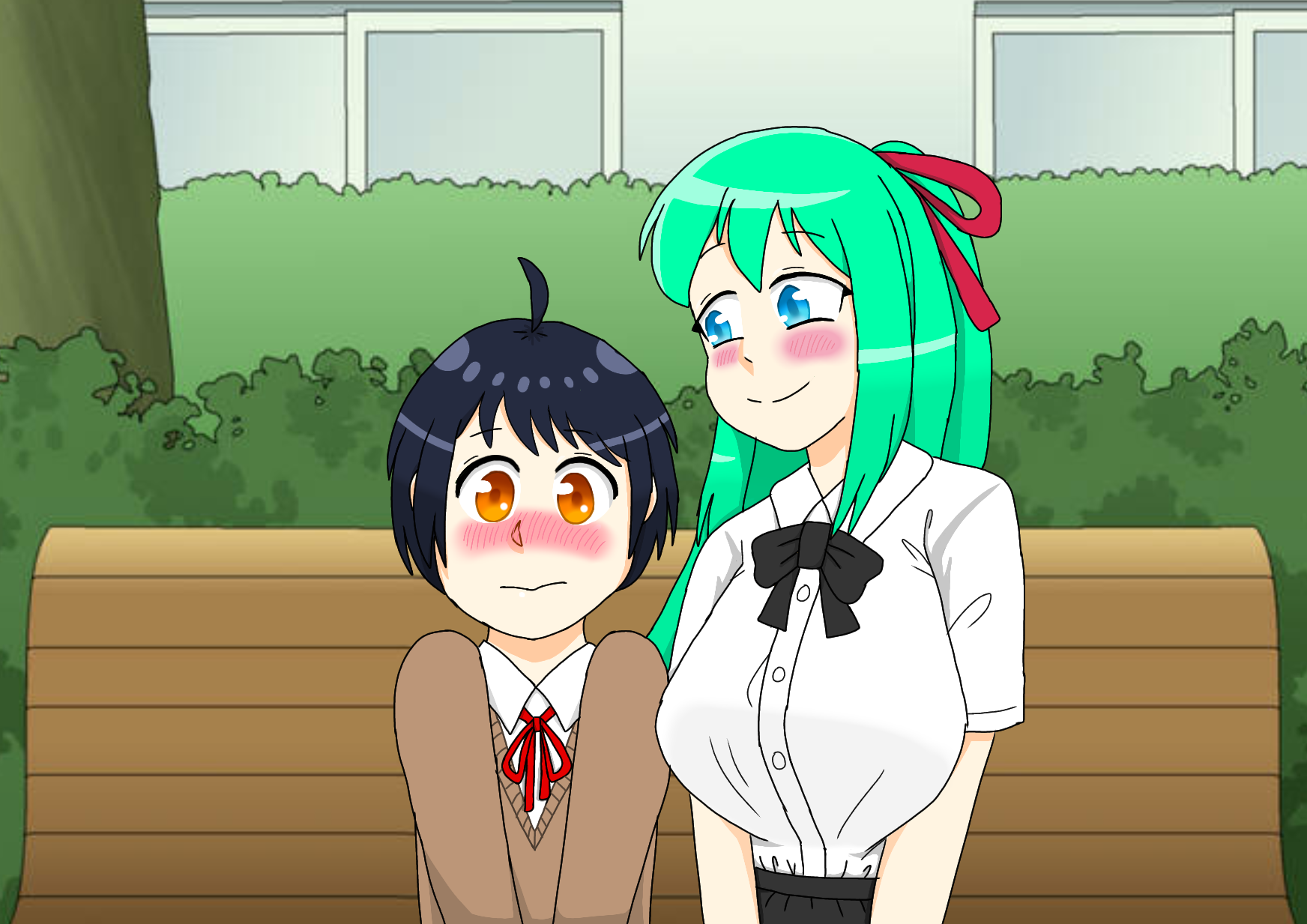
Dibujo que muestra la relación de los protagonistas Mayumi y Hitaku, usado para ilustrar el término Shotacon.

El shotacon (ショタコン Shotakon?), a veces abreviado como shota (ショタ?), es una contracción del argot japonés de la frase Shōtarō complex (正太郎コンプレックス Shōtarō konpurekkusu?), utilizado para denotar la atracción hacia personajes de sexo masculino prepúberes o púberes, o a un individuo con tal atracción. Fuera del Japón, el término es usado menos frecuentemente con este significado. El término se refiere a un género del manga y anime en donde personajes masculinos prepúberes o púberes son representados de manera erótica o sugestiva. Una edad de «alrededor de diez y doce años» ha sido sugerida como la línea divisoria entre el shotacon y el shōnen-ai. También se aplica a personajes pospúberes (adolescentes o adultos) con características juveniles neoténicas que los harían parecer más jóvenes de lo que son, de baja estatura en general. La frase es una referencia al joven personaje Shōtarō (正太郎?) de Tetsujin 28-go. El término equivalente para la atracción a jovencitas es lolicon.

## Comparación con otros géneros
Elementos del shotacon, como el yaoi, son comparativamente comunes en el shōjo, como en el popular manga traducido Loveless, el cual presenta una erotizada, pero no consumada relación entre el protagonista de doce años y su «unidad de pelea» de veintiún años,[cita requerida] o el personaje de aspecto joven Honey en Ouran High School Host Club.[cita requerida] El seinen, particularmente aquel dirigido al público otaku, ocasionalmente también presenta a adolescentes erotizados en un contexto no pornográfico[cita requerida], como el travesti de dieciséis años de Yubisaki Milk Tea, también existe otro género de shota, pero diferente lo cual representa a una mujer o adolescente hacer sexo con niños de doce, diez, ocho, seis, etc., estos shota se les llaman straight shota.[cita requerida] Las series con contenido shota son publicadas en revistas de manga para adultos y revistas especializadas en el género, algunas revistas de pornografía para hombres publican contenido ocasional con historias involucrando a personajes preadolescentes.

## Críticas y controversias
Algunos críticos afirman que el género shotacon contribuye al abuso sexual infantil, mientras que otros señalan que no hay evidencia de esto, o que incluso hay evidencia de que el efecto producido es en realidad el opuesto al mencionado primeramente. Un reporte de la BBC mencionó que, a pesar de existir leyes contra la pornografía infantil, hay un vacío legal que permite la creación de contenido ficticio de menores de edad en situaciones sexuales explícitas.